# Aderus labasae
Aderus labasae es una especie de coleóptero de la familia Aderidae. Fue descrita científicamente por George Charles Champion en 1924.

## Distribución geográfica
Habita en Fiyi.